# Мадык
Мадык (тат. Мадык) — деревня Агрызского района Республики Татарстан. Входит в состав Бимского сельского поселения.

## История
Деревня основана в начале XVIII века. В 1811 году насчитывалось 39 душ мужского пола. Жители занимались земледелием, разведением скота, изготовлением хомутов, лесозаготовительным промыслом.
В «Списке населенных мест Российской империи», изданном в 1876 году, населённый пункт упомянут как казённая деревня Мандык 2-го стана Елабужского уезда Вятской губернии, при речке Мандык, расположенная в 91 версте от уездного города Елабуга. В деревне насчитывалось 29 дворов и проживало 218 человек (111 мужчин и 107 женщин).
В 1887 году существовало две марийских деревни с названием Мандык. Одна относилась к Бимской волости Елабужского уезда, состояла из тептярей, в ней в 62 дворах проживало 330 человек (160 мужчин, 170 женщин). В другой деревне, относившейся к Пьяноборской волости того же уезда, проживал 71 человек (из государственных крестьян, 35 мужчин, 36 женщин) в 14 дворах. Земельный надел деревень в сумме составлял 502,8 десятины, в них имелось 173 лошади (из них 111 рабочих), 104 коровы и 423 единицы мелкого скота (овец, свиней и коз). 35 человек занимались местными промыслами (из них 11 пильщиков), из 20 занимающихся отхожими промыслами почти все были извозчиками.
В начале XX века в Мадыке имелись миссионерская школа, мельница. С 1921 года деревня перешла в состав Агрызского кантона ТАССР, с 1924 — в состав Елабужского кантона, с 1928 года — в состав Челнинского кантона. С 10 августа 1930 года деревня переходит в состав Красноборского района (в 1948 году — в Бимском сельсовете), с 28 октября 1960 года — в состав Агрызского района (с 1 февраля 1963 года по 4 марта 1964 года — в Елабужском районе).

## Географическое положение
Деревня расположена в 2,5 км к юго-востоку от центра поселения, села Бима, у границы с Удмуртией. Расстояние до города Агрыз составляет по автодорогам 84 км.

### Часовой пояс
Деревня Мадык, как и весь Татарстан, находится в часовой зоне МСК (московское время). Смещение применяемого времени относительно UTC составляет +3:00.

## Демография
По данным на 1 января 2012 года в деревне проживает 67 человек, средний возраст жителей — 34 года, количество дворов — 31.
| 1834 | 1859 | 1887 | 1905 | 1920 | 1926 | 1938 | 1949 | 1958 | 1970 | 1989 | 2002 | 2010 |
| ---- | ---- | ---- | ---- | ---- | ---- | ---- | ---- | ---- | ---- | ---- | ---- | ---- |
| 133  | 218  | 401  | 379  | 326  | 274  | 327  | 258  | 249  | 226  | 112  | 90   | 68   |

Национальный состав
Согласно результатам переписи 2002 года, в национальной структуре населения марийцы составили 99 %.

## Инфраструктура
Объекты инфраструктуры в деревне отсутствуют. До недавнего времени действовал клуб.
Неподалеку от деревни — два сибиреязвенных скотомогильника.

## Улицы
В деревне одна улица — Кирова.